# La Strada (Bremen)

Logo von LA STRADA (2018)

La Strada (italienisch für ‚Die Straße‘; eigene Schreibweise LA STRADA) ist ein internationales Festival der Straßenkünste in Bremen. Es findet seit 1994 alljährlich im Sommer statt und wird von bis zu 100.000 Zuschauern besucht.

## Geschichte
Das Festival entstand in den Jahren 1992 bis 1994 aus der kulturellen Breitenarbeit der Bremer Kulturinitiativen Quartier e. V. (heute Quartier gGmbH) und Kontorhaus – Werkstatthaus für freie Bühnenkunst (heute theaterkontor im kontorhaus). 1994 entwickelte sich daraus die eigenständige Veranstaltung La Strada, die mit Straßentheateranteil zunächst in verschiedenen Bremer Stadtteilen stattfand.
1999 zog das Festival in die Bremer Innenstadt um, wobei sich die Veranstaltungen auf die gesamte Innenstadt verteilten und meist direkt an touristischen Plätzen stattfanden. Seither wurden und werden die Veranstaltungskonzeption und Organisation vom theaterkontor im kontorhaus der Neuen Gruppe Kulturarbeit e. V. wahrgenommen. Im Jahr 2000 fand das Festival in Bremen als externes und zehntägiges Teilprogramm der in der niedersächsischen Landeshauptstadt Hannover veranstalteten Weltausstellung Expo 2000 statt. Aufgrund von Umbaumaßnahmen auf dem Bremer Marktplatz wurde La Strada 2001 in die Bremer Wallanlagen verlegt, wo das Festival dann bis 2005 seinen hauptsächlichen Veranstaltungsort hatte. 2006 kehrte La Strada in die Bremer Innenstadt zurück, seit 2008 werden zusätzlich auch wieder die Wallanlagen bespielt.

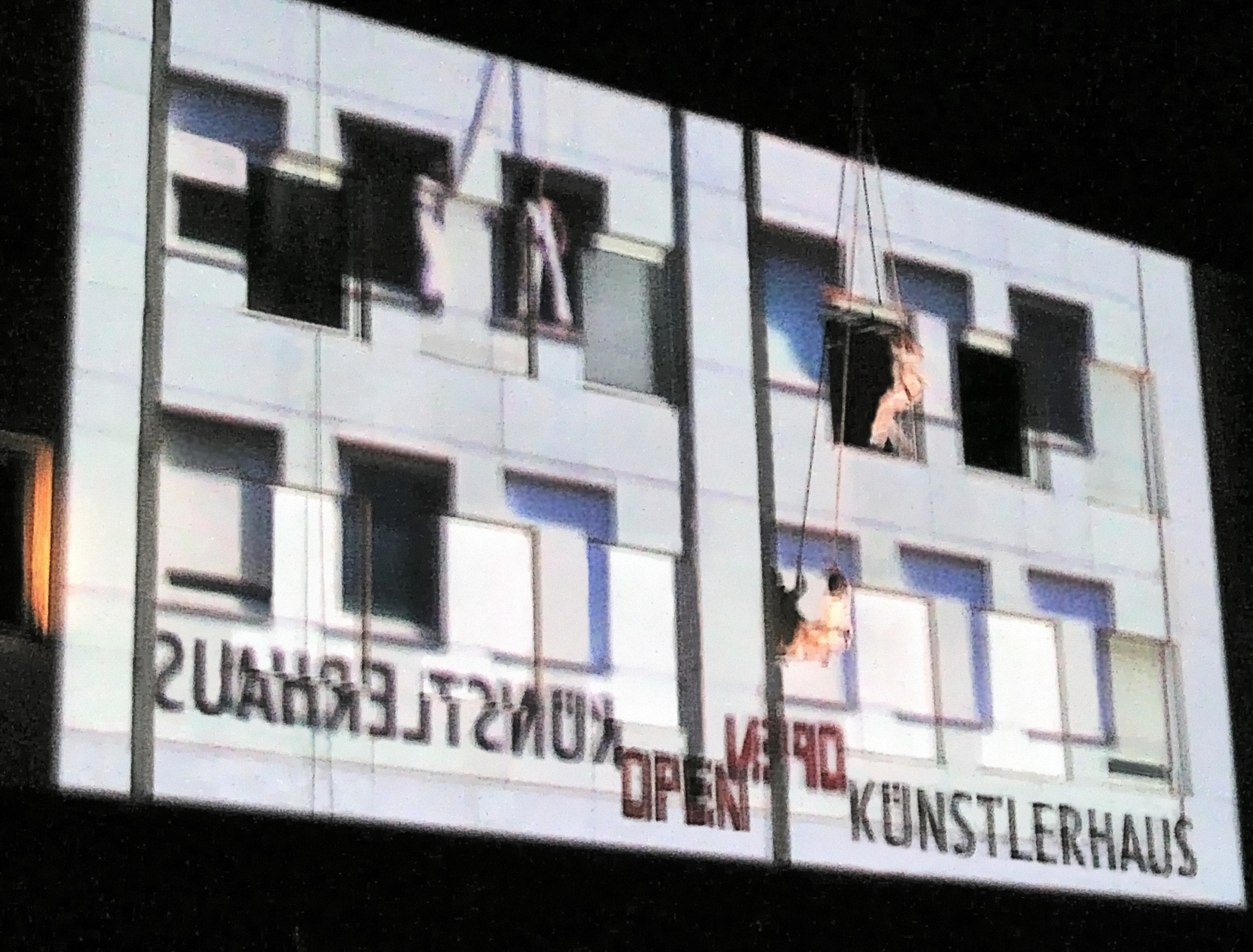
Vertikaltanz-Performance der französischen Compagnie Retouramont bei der LA STRADA 2012

Seit 2008 wird die stets großformatige Eröffnungsveranstaltung von der Sparkasse Bremen als „Geschenk an das Festival und damit an die Stadt“ finanziert. So wurde beispielsweise im Jahr 2008 die Großproduktion „Pi L’eau“ der niederländischen Theaterkompanie Close Act ermöglicht. 2012 präsentierte die französische Compagnie Retouramont zur Eröffnung des Festivals ihre Vertikaltanz-Performance „Danse des Cariatides“, die als Platzinszenierung auf dem neben dem Bremer Hauptbahnhof gelegenen Gelände des ehemaligen Güterbahnhofs an und vor der Fassade des dortigen Künstlerhauses Güterabfertigung veranstaltet wurde.
Alle Veranstaltungen des regelmäßig im Sommer stattfindenden Festivals auf der Straße sind eintrittsfrei. Bis auf wenige Ausnahmen gibt es keine Bühnen, da das Festival auf die Nähe zwischen Künstlern und Publikum ausgerichtet ist und davon lebt. Zum Festival gehört neben den Auftritten der Künstler unter freiem Himmel auch eine abendliche Gala, die an den Abenden von zwei Festivaltagen in einem geschlossenen Veranstaltungsraum stattfindet und die eintrittspflichtig ist. Veranstaltungsort für die Abendgalas ist das Theater der bremer shakespeare company.
Ermöglicht wird La Strada durch den Einsatz von vielen ehrenamtlichen Helfern, die Engel genannt werden, sowie durch finanzielle Unterstützung der Stadt Bremen, von Sponsoren und Spendern.

## Veranstaltungskonzept
Das Festival La Strada wird mittlerweile in der gesamten Bremer Innenstadt an öffentlichen Orten und Plätzen veranstaltet und setzt damit nach eigenen Angaben „theatrale Impulse, sorgt für kreative Unruhe und präsentiert […] Theater im öffentlichen Raum“. Das eintrittsfreie Programm von bis zu 160 Shows bietet ein Kulturangebot für breite Publikumskreise und jede Altersstufe. Dabei reicht das Programm von circensischer Artistik über Bildertheater, Cirque Nouveau, Maskentheater und Musikclownerie bis hin zur Platzinszenierung. Das Konzept des Festivals hat die langjährige Leitung der Veranstaltung, Gabriele Koch, maßgeblich geprägt. Unter ihrer Leitung entwickelt sich das Festival zu einer international renommierten Plattform für kreative Produktion im öffentlichen Raum.

## La Strada entdeckt den Bremer Norden
Seit 2017 findet am Wochenende vor dem in der Bremer Innenstadt stattfindenden Straßenkünstlerfestival eine La-Strada-Veranstaltung mit Straßenkunst, Unterhaltung und Musik auf dem Gelände der ehemaligen Bremer Wollkämmerei in Bremen-Blumenthal statt; 2019 am Tag davor auch in Vegesack.

## Straßenzirkus unterwegs
Seit 2009 gibt es neben dem Straßenzirkusfestival in Bremen auch das Projekt Straßenzirkus unterwegs, das im August (bis 2012 ein bis zwei Wochen nach dem Festival in Bremen) im Zentrum der niedersächsischen Stadt Rotenburg (Wümme) stattfindet. Diese Veranstaltung wurde allerdings nur anfangs auch von den Veranstaltern von La Strada organisiert.

## Förderverein
Das Festival wird unterstützt von dem Förderverein LA STRADA Förderverein e. V., der Einzel-, Familien- und Firmenmitgliedern eine aktive Beteiligung an Erhalt und Gestaltung des internationalen Festivals der Straßenkünste ermöglicht. Die Mitglieder haben ein Vorkaufsrecht auf die eintrittspflichtigen La Strada-Veranstaltungen, erhalten regelmäßig den La Strada-Newsletter und werden zu allen La Strada-Sonderveranstaltungen eingeladen.

## Medien
- Zuschauermagnet „La Strada“ in Bremen (Memento vom 20. August 2012 im Internet Archive). Beitrag im Fernsehmagazin buten un binnen von Radio Bremen vom 22. August 2011, mit Videostream (58 Sekunden)